# Time (Norvège)
Pour les articles homonymes, voir Time.
Time est une kommune de Norvège. Elle est située dans le comté de Rogaland.